# Schwarzmeer-Steinbutt
Der Schwarzmeer-Steinbutt (Scophthalmus maeoticus) ist ein asymmetrisch gebauter Plattfisch, dessen Augen auf seiner linken Körperflanke liegen.

## Merkmale
Der Schwarzmeer-Steinbutt ist wie alle Steinbutte seitlich stark abgeflacht und besitzt eine längsovale Form. Dabei erreicht er eine Gesamtlänge von maximal 45 Zentimetern. Seine Augen liegen beide auf der linken Körperhälfte, während er im Regelfall mit der rechten Seite auf dem Gewässerboden liegt. Die Schnauze ist spitz zulaufend und das Maul oberständig.
Die Grundfärbung der Augenseite ist dunkelbraun bis schwarz. Die rechte Körperhälfte (Blindseite) ist dagegen hellgrau bis weiß und mit roten Flecken gesprenkelt. Auf beiden Körperseiten besitzt der Fisch knöcherne Auswüchse, die größer als das Auge sind. Die Rückenflosse setzt bereits vor den Augen am Kopf an.

## Verbreitung
Der Schwarzmeer-Steinbutt lebt ausschließlich im Schwarzen Meer und in an dieses angrenzenden Teilen des Mittelmeeres. Dabei lebt er wie alle Plattfische auf dem Meeresboden.

## Systematik
Der Artstatus des Schwarzmeer-Steinbutt ist bislang umstritten, sodass der Schwarzmeer-Steinbutt in der Literatur sowohl als eigene Art sowie als Unterart S. m. maeoticus dargestellt sein kann.

## Nutzung und Gefährdung
Der Schwarzmeer-Steinbutt ist ein beliebter und teurer Speisefisch in seiner Heimat. Er gilt als potentieller Kandidat für eine erfolgreiche Züchtung und Haltung in Aquakultur ähnlich dem Steinbutt.

## Belege
1. ↑  Ali Türker, Murat Yığıt, Sebahattin Ergün: Growth and Feed Utilization in Juvenile Black Sea Turbot (Psetta maeotica) under Different Photoperiod Regimes. In: Turkish Journal of Veterinary & Animal Sciences. Bd. 29, Nr. 5, 2005, ISSN 1300-0128, S. 1203–1208, (Digitalisat (PDF; 43,38 kB) (Memento des Originals vom 26. Juni 2011 im Internet Archive)  Info: Der Archivlink wurde automatisch eingesetzt und noch nicht geprüft. Bitte prüfe Original- und Archivlink gemäß Anleitung und entferne dann diesen Hinweis.).